# أوسكار غارسيا كارمونا
أوسكار غارسيا كارمونا (بالإسبانية: Oscar García Carmona)‏ (2 أغسطس 1993 في المكسيك - ) هو لاعب كرة قدم مكسيكي في مركز الدفاع. لعب مع نادي مونتيري.

## وصلات خارجية
- أوسكار غارسيا كارمونا على موقع قاعدة بيانات كرة القدم.إي يو (الإنجليزية)
- أوسكار غارسيا كارمونا على موقع Soccerway.com (الإنجليزية)